# Parc provincial du Mont-Robson
Le parc provincial du Mont-Robson (anglais : Mount Robson Provincial Park) est un parc provincial de la Colombie-Britannique située dans les Rocheuses canadiennes.
Le parc est situé sur la route Yellowhead tout juste à l'ouest du col Tête Jaune et de la frontière de l'Alberta. Le parc protège le mont Robson, le plus haut sommet des Rocheuses canadiennes. Le parc comprend aussi la source du fleuve Fraser.
Le parc fait partie depuis 1990 des parcs des montagnes Rocheuses canadiennes, un site du patrimoine mondial.